# Sybra bifasciculosa
Sybra bifasciculosa là một loài bọ cánh cứng trong họ Cerambycidae.